# Lula Mysz-Gmeiner
Pour les articles homonymes, voir Gmeiner.
Lula Mysz-Gmeiner, née Julie Sophie Gmeiner le 16 août 1876 à Kronstadt en Transylvanie hongroise (Autriche-Hongrie) et morte le 7 août 1948 à Schwerin, est une contralto et mezzo-soprano allemande et pédagogue.

## Biographie
Lula Gmeiner est la sœur de la cantatrice Ella Gmeiner; leur frère Rudolf chante aussi à l'opéra comme baryton-basse, Julius est violoncelliste et leur sœur Luise est pianiste. Lula Gmeiner étudie d'abord dans sa ville natale de Kronstadt auprès d'Olga Grigorowitsch et de Rudolf Lassel, puis à partir de 1896 à Vienne auprès de Gustav Walter, à Berlin auprès d'Etelka Gerster et Lilli Lehmann et enfin à Londres auprès du grand ténor Raimund von Zur Mühlen.
Elle fait ses débuts au tournant du siècle et épouse en 1900 l'officier de marine Ernst Mysz dont elle aura trois filles (dont deux meurent jeunes et la dernière, Susanne, épousera le ténor Peter Anders). Elle se fait connaître comme l'une des plus grandes interprète de lieder (Schumann, Schubert, Brahms, Mahler, Strauss) de son époque, Brahms et Hugo Wolf la prisaient particulièrement et l'ont accompagnée dans ses récitals, ainsi que plus tard Julius Dahlke. Max Reger, qui l'accompagnait aussi, lui dédie plusieurs lieder, ainsi que ses Vier Gesänge, op. 88, publiés en 1905. Elle est aussi considérée comme une des meilleures voix d'Arnold Schönberg. Son interprétation de la romance de Carl Loewe Herr Oluf (publiée en CD en 1986) est qualifiée d'exemplaire. Elle effectue plusieurs tournées de concert dans les grandes villes d'Europe et même aux États-Unis. Elle se produit surtout avec Emil Mattiesen, Max Reger, Siegfried Ochs, Arthur Nikisch et Eduard Behm.
Entre 1920 et 1945, Lula Mysz-Gmeiner conduit des classes de chant à l'École supérieure de musique de Berlin. Parmi ses élèves, l'on peut distinguer son futur gendre Peter Anders, Maria Müller, Carla Henius, Carla Spletter et Elisabeth Schwarzkopf qui déclarera plus tard qu'elle avait hautement admiré l'apprentissage du phrasé de la part de sa pédagogue, mais qu'elle considérait que son « despotisme » était un mauvais souvenir, ce qui l'avait conduite à changer de professeur.
Elle perd son appartement de Berlin sous les bombardements de la fin de la guerre et donne ses cours à la Landesakademie de Schwerin. Elle meurt à Schwerin, le 7 août 1948, dans la zone d'occupation soviétique.